# Université du Lancashire central
L'université du Lancashire central, ou University of Central Lancashire (en écriture abrégée : UCLan) est une université située à Preston dans le comté du Lancashire en Angleterre.
L'université fut d'abord fondée sous le nom : « The Institution For The Diffusion Of Useful Knowledge » (« L'Institution pour la diffusion de la connaissance utile ») en 1828. En 1992, elle obtint le statut d'université par le « Privy Council ». Elle est la cinquième plus grande université du Royaume-Uni en nombre d'étudiants et est classée comme la meilleure université moderne du nord-ouest de l'Angleterre.[réf. nécessaire]

## Histoire
L'« Institution pour la diffusion de la connaissance utile » a été fondée en 1828 par l'association de tempérance antialcoolique (« Temperance Society ») de Joseph Livesey. La société est née de la promesse faite par sept ouvriers de Preston (dont les noms sont mentionnés sur une plaque à la bibliothèque de l'université) de ne plus jamais consommer d'alcool.

## Campus
Le campus urbain se situe à Preston et à Burnley.

## Enseignants notoires
- Lubaina Himid.